# Ferrovia Locarno-Ponte Brolla-Bignasco
La ferrovia Locarno-Ponte Brolla-Bignasco (LPB), nota anche come Valmaggina, è stata una linea ferroviaria, a scartamento metrico, che collegava il centro di Locarno e il Lago Maggiore con Bignasco, attraverso la Valmaggia. La stazione di partenza era quella di Locarno Sant'Antonio.

## Storia

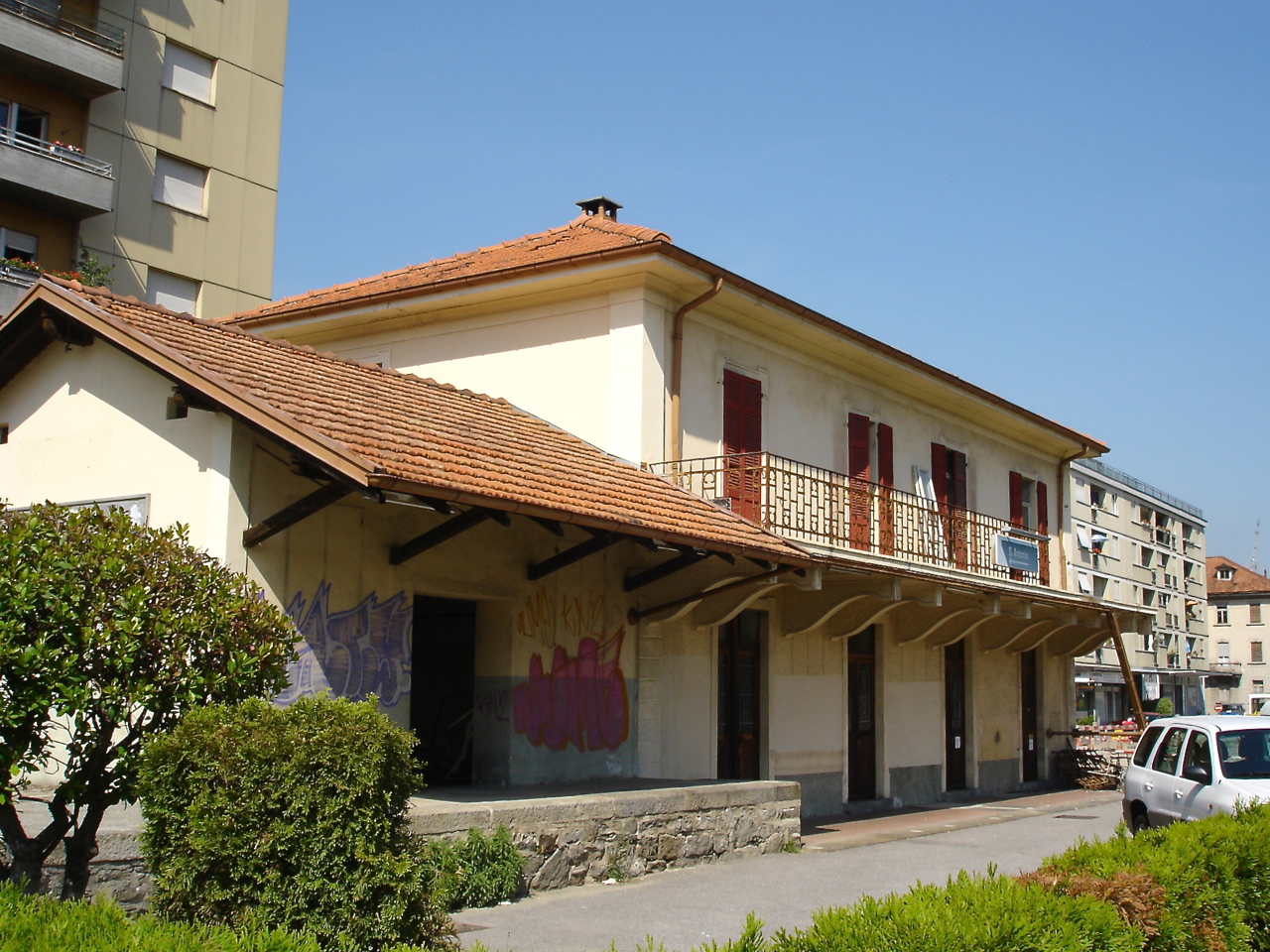
La stazione di Locarno Sant'Antonio venne usata dal 1907 al 1990. La stazione venne inaugurata nel 1907 solo per la Locarno-Ponte Brolla-Bignasco fino al 1923 a seguito dell'apertura della Centovallina. Dal 1923 al 1965 la stazione era in comune con le due linee fino alla chiusura della linea Locarno-Ponte Brolla-Bignasco e quindi dal 1965 la stazione è servita solo per la Centovallina. Con la costruzione del tunnel nel 1988 da Locarno a San Martino, la stazione svolse il suo servizio fino al 1990 e nel 2004 venne demolita. Al suo posto venne costruito un parcheggio.

Il primo servizio pubblico per il trasporto di viaggiatori in Valle Maggia risale al 1835, quando il Canton Ticino appaltò «un vero e proprio servizio postale che prevedeva tre corse settimanali, due delle quali da fare con una vettura per passeggeri». Con l'assunzione in monopolio del servizio postale da parte della Confederazione nel 1848, esso venne progressivamente ampliato al punto da avere «nel 1869 [...] una doppia corsa giornaliera che percorreva la tratta Locarno-Bignasco, portate [sic] poi a tre nel 1884 e a quattro nel 1903». Nel 1849 il tempo di percorrenza da Locarno a Bignasco era di tre ore e mezza. Locarno (in realtà Muralto, fino al 1881 parte del comune di Orselina) venne raggiunta dalla ferrovia, proveniente da Bellinzona, il 20 dicembre 1874; la speranza di vederla percorsa da convogli internazionali venne però disillusa pochi anni dopo, allorché, con l'apertura della ferrovia del S. Gottardo, i collegamenti internazionali vennero assicurati attraverso il Monte Ceneri e Chiasso oppure per mezzo della ferrovia Cadenazzo-Luino, lungo la sponda sinistra del Verbano.
Sin dai primi anni '90 del secolo XIX si ebbero progetti per collegare le zone più remote del Cantone alle nuove ferrovie internazionali. Dopo un primo progetto presentato nel 1891 dal giurista, politico ed editore Agostino Soldati e una legge cantonale sul finanziamento delle ferrovie regionali (tuttavia respinta dal popolo), l'iniziativa venne presa, nel Locarnese, dall'allora sindaco di Locarno e consigliere nazionale conservatore Francesco Balli il quale istituì, nel 1892 la Pro Locarno e Dintorni al fine di stimolare la nascente industria turistica. Nel 1898 lo stesso Balli chiese ed ottenne la concessione per tre collegamenti ferroviari a partire da Locarno: uno per Bignasco, in Valle Maggia, uno per Camedo/Ribellasca, attraverso le Centovalli, e, in alternativa a quest'ultimo, uno che costeggiasse il Lago Maggiore, attraversando Ascona e Brissago per poi raggiungere il confine di Piaggio Valmara. Il 22 dicembre 1898 venne così accordata la concessione per la costruzione delle tre linee ferroviarie con la clausola che, nel caso dei due collegamenti internazionali, essi dovessero continuare, con il consenso italiano, oltre il confine per terminare a Domodossola (nel caso della Centovallina) e ad Intra (nel caso della linea lungo il Lago Maggiore).

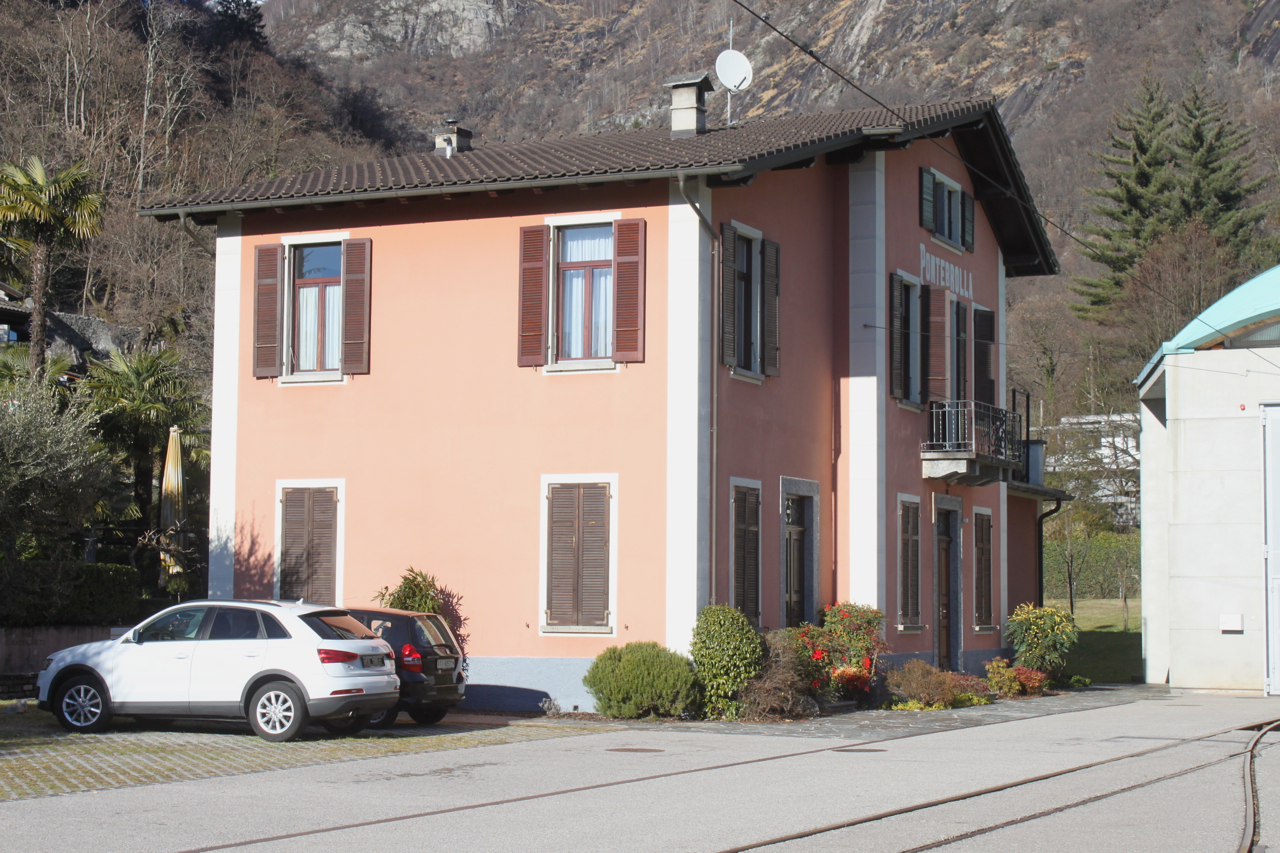
La stazione LPB di Ponte Brolla, in servizio dal 1907 al 1923, quando il servizio viaggiatori venne trasferito alla nuova stazione comune con la Centovallina, posta prima della diramazione per Camedo.

Il 12 luglio 1903 venne fondata la Società pella Ferrovia Locarno-Pontebrolla-Bignasco (LPB; nel 1941 cambiò ragione sociale in Ferrovia Locarno-Pontebrolla-Bignasco). Nel 1905, dopo lo stanziamento di un finanziamento di 2,28 milioni di franchi tramite fondi governativi, poterono iniziare i lavori per la costruzione della ferrovia. Già il 3 agosto 1907 si poté celebrare l'inaugurazione della linea - tra Locarno Sant'Antonio e Bignasco - anche se entrò in funzione solo il 2 settembre 1907. Circa un anno dopo, grazie all'apertura di una linea tranviaria, la linea fu prolungata fino alla stazione locarnese della Gotthardbahn (oggi FFS). Prima della costruzione della linea ferroviaria il 13 novembre 1904 venne conclusa la centrale idro-elettrica di Ponte Brolla della Società Elettrica Sopracenerina con un generatore di tensione per la produzione di corrente alternata da utilizzare dalla compagnia ferroviaria.

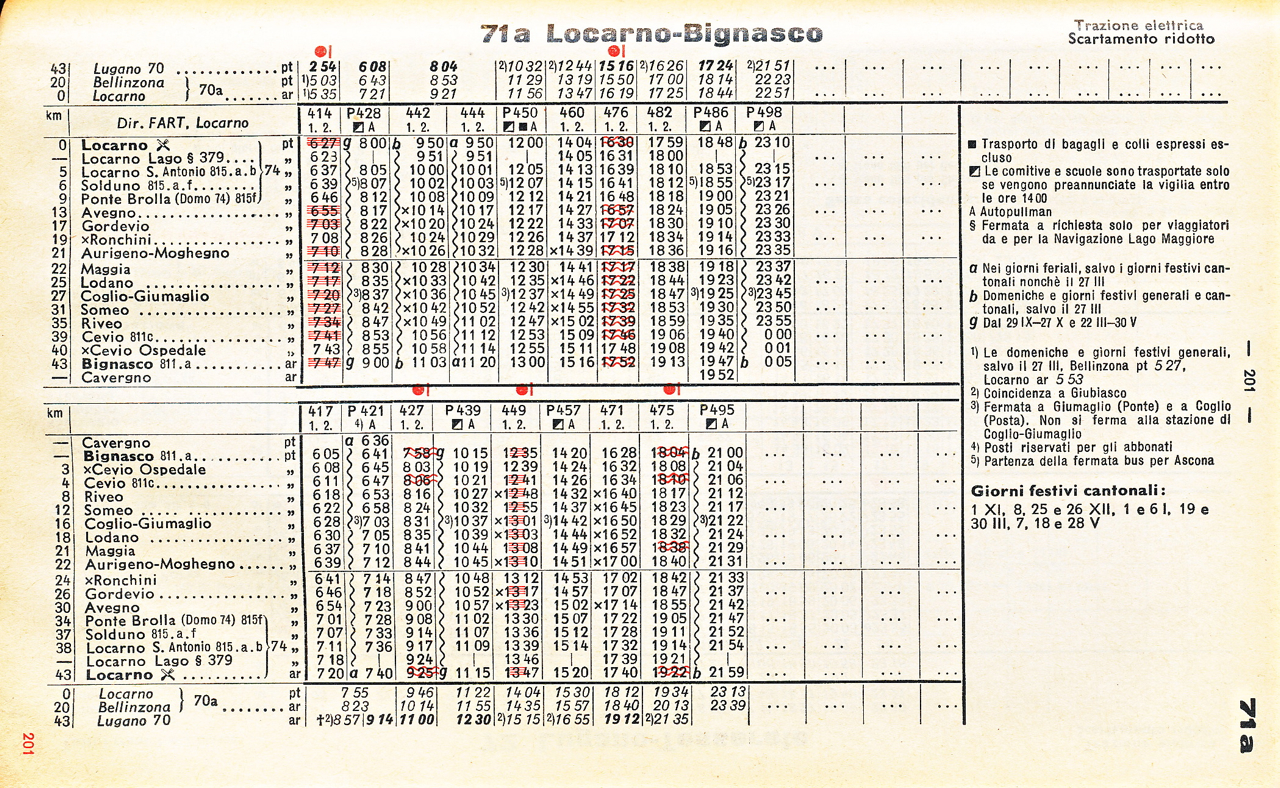
Orario 1963/1964; notare le numerose autocorse integrative dovute anche alle revisioni delle elettromotrici.

A partire dal 1923 l'esercizio della linea fu affidato alla “Società per le Ferrovie Regionali Ticinesi” (FRT) che operava anche la già costruita ferrovia Centovallina. Nel 1952 la LPB fu assorbita dalla FRT, e prima degli anni Sessanta la FRT effettuò anche servizi automobilistici nell'area di Locarno: il 30 giugno 1961 la società prese il nome di Ferrovie autolinee regionali ticinesi (FART).
Il 28 novembre 1965 venne effettuata l'ultima corsa tra Bignasco e Locarno.

## La vestigia della linea
Della vecchia linea restano solo poche tracce. In alcuni punti i binari vennero smantellati per far spazio alla strada cantonale o convertiti in piste ciclabili.
- Le stazioni di Avegno, Gordevio, Aurigeno-Moghegno, Maggia, Coglio-Giumaglio, Someo, Cevio e Bignasco sono state demolite per far spazio alla strada cantonale o per le fermate dei bus.
- Le stazioni superstiti sono Ronchini, Lodano e quella di Riveo.
- Di quattro gallerie della linea, ne sono rimaste tre: la galleria di Ponte Brolla lunga 58 m (murata lato Bignasco) è situata dietro al deposito-officina FART. La piccola galleria di Avegno è stata demolita per far spazio alla strada cantonale. La galleria Sass Pietsch lunga 180 m è stata allargata nel 2001 per la strada cantonale. La piccola galleria di Visletto è ancora visibile dalla strada cantonale.
- I ponti sul fiume Maggia sono ancora esistenti: il ponte di Ponte Brolla (ricostruito nel 1951) e il ponte di Visletto, che dopo la chiusura della linea avvenuta nel 1965 non vennero rimossi, ma sono ancora ben visibili dalla strada cantonale. Il ponte di Ponte Brolla e quello di Visletto sono stati convertiti in pista ciclabile rispettivamente nel 2016 e nel 2022.
- A Bignasco la rimessa locomotive fu demolita nel 1970 e nel sito dove sorgeva è stato costruito un deposito dei bus inaugurato nello stesso anno.

## Caratteristiche
La linea era interamente a scartamento metrico e a trazione elettrica a corrente continua a 1 200 V. Dall'apertura all'esercizio avvenuta nel 1907 e fino al 1923 la linea venne esercita con l'ausilio di corrente alternata monofase alla tensione di 5 000 V e frequenza di 20 Hz (la tensione era ridotta a 800 V sulla tratta tranviaria). La corrente elettrica veniva fornita dalla centrale idroelettrica della Società Elettrica Locarnese (poi Società Elettrica Sopracenerina) sita a Ponte Brolla.
La linea di contatto era del tipo laterale (sistema MFO), poi modificata nel tipo centrale contestualmente alla messa in servizio della Centovallina; la tratta tranviaria era da sempre dotata di quest'ultimo sistema di linea di contatto.
Il percorso era interamente ad aderenza naturale.
Il primo tratto, tra Locarno e Ponte Brolla era comune alla ferrovia Locarno-Domodossola. In precedenza, dal 1908 al 1927, la tratta da Locarno Sant'Antonio a Locarno FFS era condivisa con la tranvia; quest'ultima tratta venne utilizzata fino al 1964 in caso di acqua alta.
La linea svolgeva sia traffico passeggeri che trasporto merci, in particolar modo quello del granito proveniente dalla cava di Riveo.

## Percorso
| Continuation backward |

| Straight track |  | Unknown route-map component "exKDSTa" |

| End station | Unknown route-map component "tKBHFa" | Unknown route-map component "exBHF" |

|  | Unknown route-map component "tSTR" | Unknown route-map component "exBST" |

|  | Unknown route-map component "tSTR" | Unknown route-map component "exHST" |

|  | Unknown route-map component "tBHF" | Unknown route-map component "exBHF" |

|  | Unknown route-map component "tHST" | Unknown route-map component "exHST" |

|  | Unknown route-map component "tSTRe" | Unknown route-map component "exSTR" |

|  | Unknown route-map component "eKRWg+l" | Unknown route-map component "exKRWr" |

| Stop on track |

| Underbridge |

| Station on track |

| Unknown route-map component "hKRZWae" |

|  | Unknown route-map component "xABZgl+xl" | Unknown route-map component "CONTfq" |

| Unknown route-map component "exBHF" |

| Unknown route-map component "exTUNNEL2" |

| Unknown route-map component "exhKRZWae" |

| Unknown route-map component "exHST" |

| Unknown route-map component "exSBRÜCKE" |

| Unknown route-map component "exTUNNEL1" |

| Unknown route-map component "exHST" |

| Unknown route-map component "exHST" |

| Unknown route-map component "exHST" |

| Unknown route-map component "exBHF" |

| Unknown route-map component "exHST" |

| Unknown route-map component "exHST" |

| Unknown route-map component "exHST" |

| Unknown route-map component "exHST" |

| Unknown route-map component "exTUNNEL2" |

| Unknown route-map component "exhKRZWae" |

| Unknown route-map component "exBHF" |

| Unknown route-map component "exHST" |

| Unknown route-map component "exKBHFe" |

### Da Locarno a Ponte Brolla
Il capolinea della ferrovia era alla stazione in superficie di Locarno FART e la linea dopo una curva proseguiva in rettilineo a fianco al lungo lago Locarnese. La ferrovia affrontava una curva e proseguiva di nuovo in rettilineo incrociando l'ex scalo dall'Azienda Gas & Macello (utilizzata solo per i merci) e dopo essa affrontava un'altra curva, per correre successivamente in rettilineo fino alla fermata di Piazza Castello posta in curva. La linea affrontava due curve per entrare poi nella stazione di Locano Sant'Antonio dotato di officina (demolita nel 2004) e deposito locomotive (demolita nel 1987). Dopo questa stazione la ferrovia superava una curva, proseguiva in rettilineo fino alla fermata di Solduno e dopo aver superato un passaggio a livello posto sulla via Vallemaggia proseguiva verso nord-ovest attraverso una breve galleria chiamata Sass Gött per poi affrontare diverse curve fino alla stazione di Ponte Brolla punto di diramazione per Domodossola. Il tratto Locarno FART-San Martino fu sostituito da un tunnel inaugurato nel 1990 mentre tratto in superficie fu dismesso.

### Da Ponte Brolla a Bignasco
Dalla stazione di Ponte Brolla, dopo una brusca curva in direzione di Bignasco, si incrociava la vecchia stazione di Ponte Brolla, utilizzata dal 1907 al 1923, la breve galleria di Ponte Brolla lunga 58 m e subito dopo il ponte sul Maggia ricostruito nel 1951. Dopo il ponte si incrociava un passaggio a livello, si affrontava una curva e dopo qualche metro avveniva il cambio di pantografo, da quello standard a quello a lato. La ferrovia proseguiva sulla destra della cantonale fino alle porte di Avegno, affrontando diverse curve, si superava un passaggio a livello posta sulla cantonale e si entrava nella stazione di Avegno. Dopo questa località la linea affrontava poi diverse curve, superando la breve galleria di Avegno (oggi demolita) si proseguiva in rettilineo e attraversando la galleria Sass Pietsch lunga 180 m (poi convertita in galleria stradale). Dopo un passaggio a livello posta sulla cantonale si affrontavano due curve si entrava nella stazione di Gordevio posta in curva. Questo tratto è convertito in pista ciclabile.
Da Gordevio la ferrovia affrontava due curve per poi proseguire a fianco alla cantonale e dopo un'altra, proseguiva rettilineo fino alla fermata facoltativa di Ronchini. Dopo questa fermata e dopo una breve curva proseguiva a fianco alla cantonale fino alla stazione di Aurigeno-Moghegno posta in curva e dotata di un binario tronco per i merci. Dopo un'altra curva, che stava vicino alla chiesa della Madonna delle Grazie a Maggia, proseguiva in rettilineo fino alla stazione di Maggia anch'essa posta in curva. Da Maggia la linea affrontava diverse curve, superava un passaggio a livello posto sulla vecchia strada e proseguiva a fianco alla cantonale fino alla stazione di Lodano (il fabbricato viaggiatori è tuttora esistente, mentre il piazzale dei binari è stato convertito in una strada per Lodano). Da qui i treni affrontavano rettilinei e curve, attraversando i paesi di Coglio e Giumaglio dove era situata l'omonima stazione.

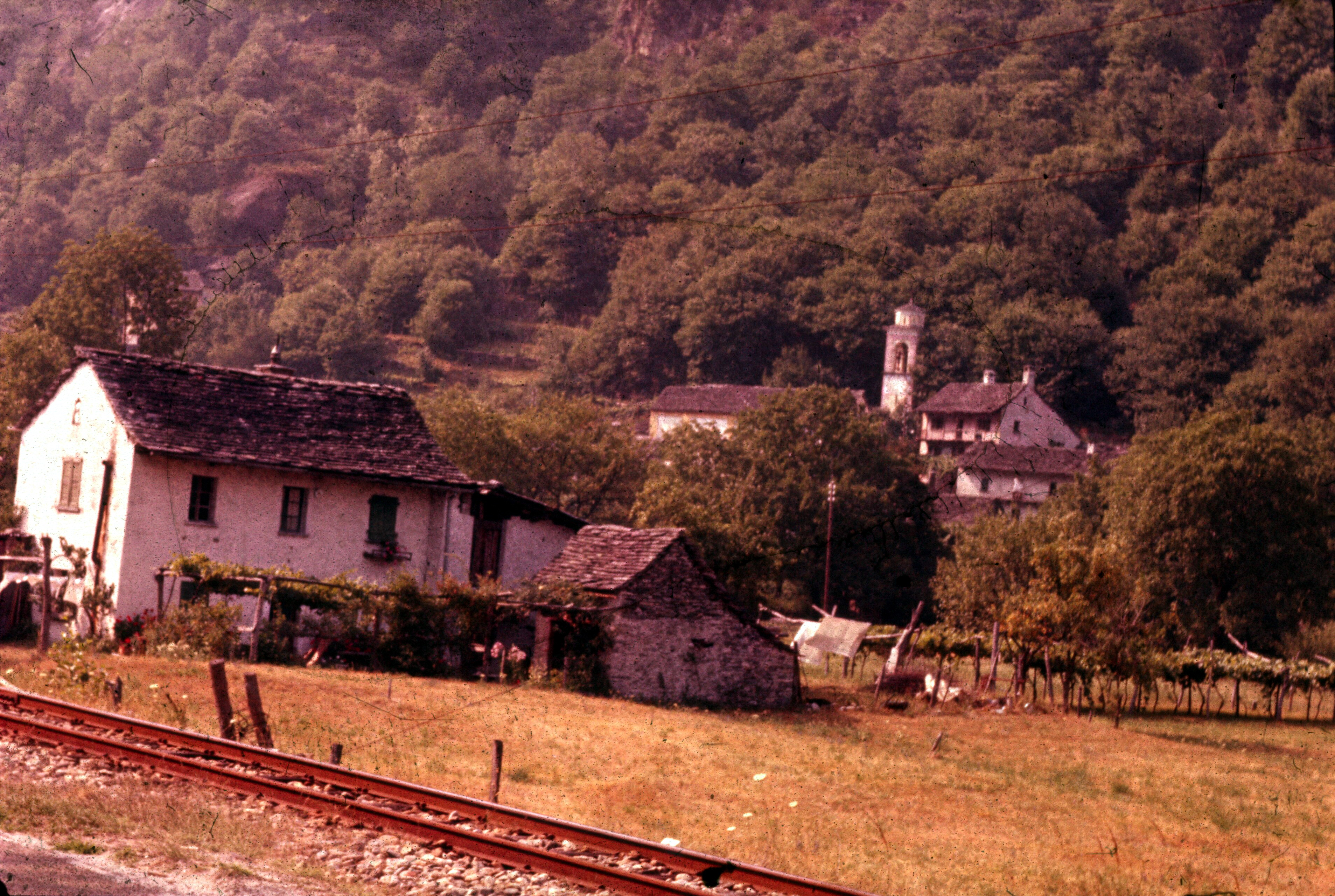
La strada ferrata a Riveo nel 1962

Da qui la linea proseguiva in rettilineo e con un tracciato ricco di curve si giungeva alla stazione di Someo (simile alle stazioni della Centovallina dal 1929 alla sua chiusura). Dopo questa stazione i treni attraversavano un passaggio a livello proseguivano a fianco alla cantonale fino alla stazione di Riveo. A Riveo la ferrovia ebbe un importante ruolo nel trasporto del granito. Dopo questa località si proseguiva a fianco della cantonale incrociando la galleria di Visletto lunga 50 m e dopo qualche chilometro i treni si affiancavano alla chiesetta di San Defendente (nelle immediate vicinanze della chiesetta è presente una lapide che ricorda l'incidente avvenuto il 31 maggio 1923) superando un passaggio a livello e il ponte sul Maggia. La linea affrontava una curva e proseguiva in rettilineo fino alla stazione di Cevio.
Da Cevio iniziava l'ultimo tratto: dopo due curve si incrociava la fermata facoltativa di Cevio Ospedale (poi demolita). Attraversando due passaggi a livello (in Bignaschina), e dopo una serie di curve, si entrava nella stazione di Bignasco dotata di cinque binari e un deposito locomotive. Non rimane traccia dell'infrastruttura, che venne demolita per far spazio l'attuale strada cantonale.

## Materiale rotabile

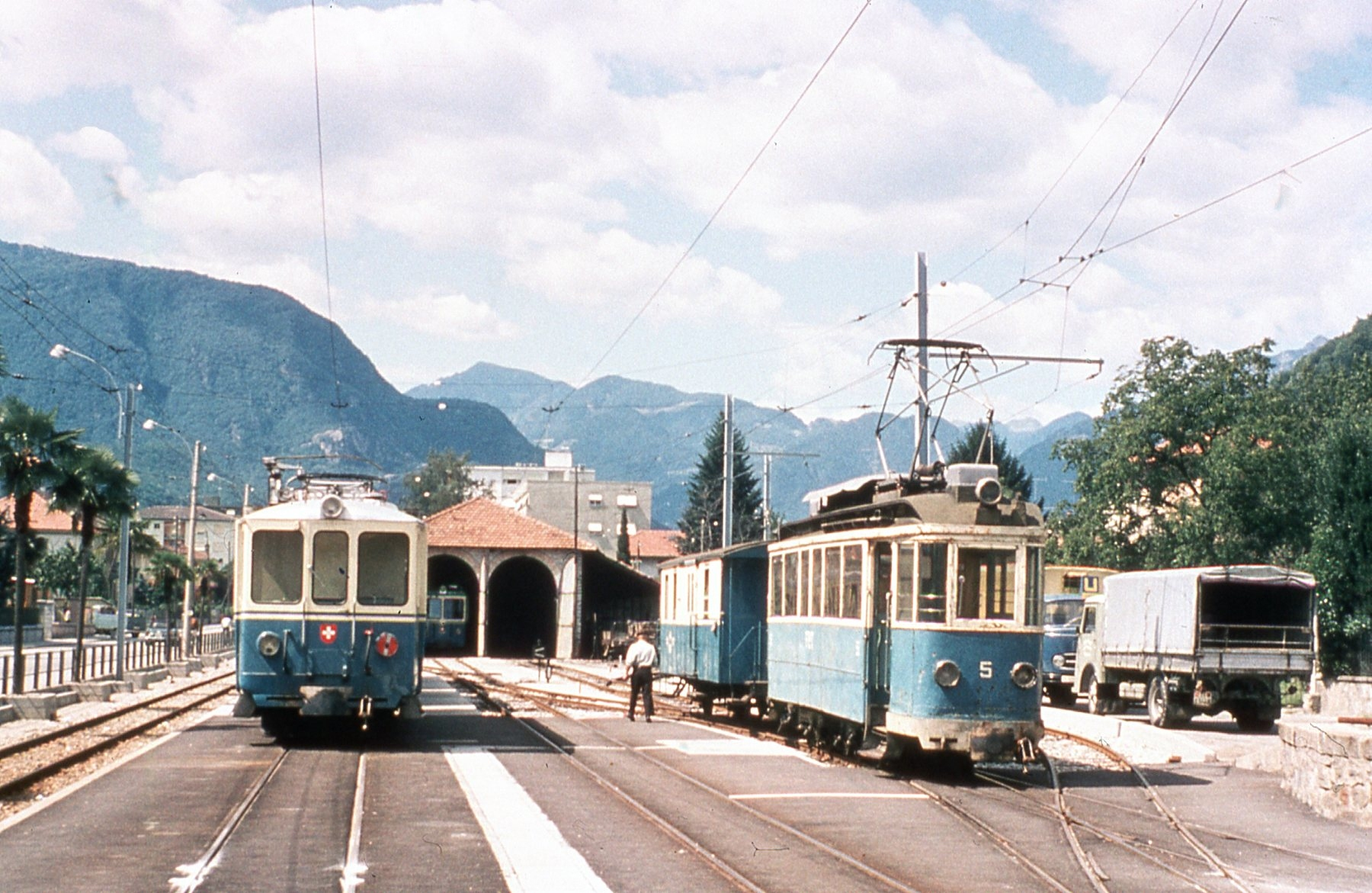
Stazione di Locarno S. Antonio, visibile sulla sinistra l'ABDe 4/4 1.

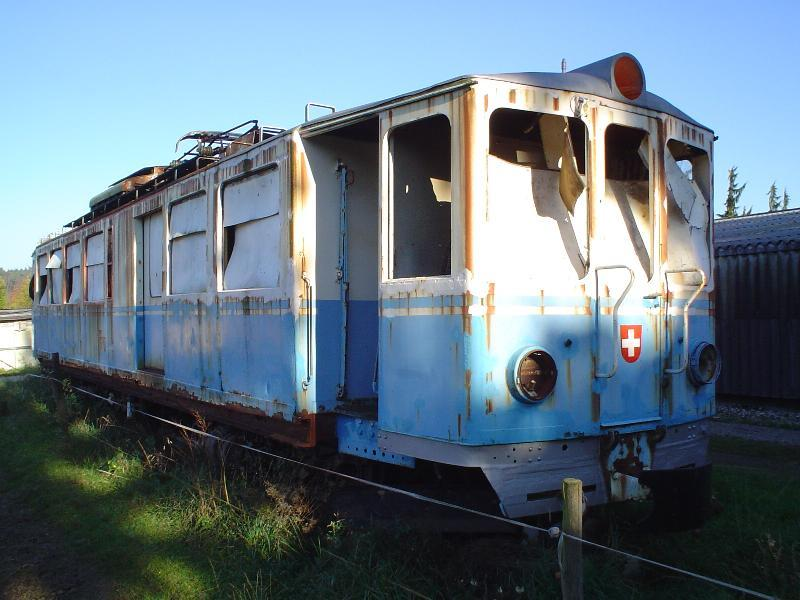
L'ABDe 4/4 1 l'ultima elettromotrice della Vallemaggia. Fino al 1961 era uguale alle elettromotrici ABDe 4/4 2 e ABDe 4/4 3, vennero demolite rispettivamente nel 1967 e nel 1966 mentre l'ABDe 4/4 1 funzionò fino al 1980 sulla Centovallina poi venne ritirata dal servizio e lasciata in abbandono. Venne demolita il 26 febbraio 2010.

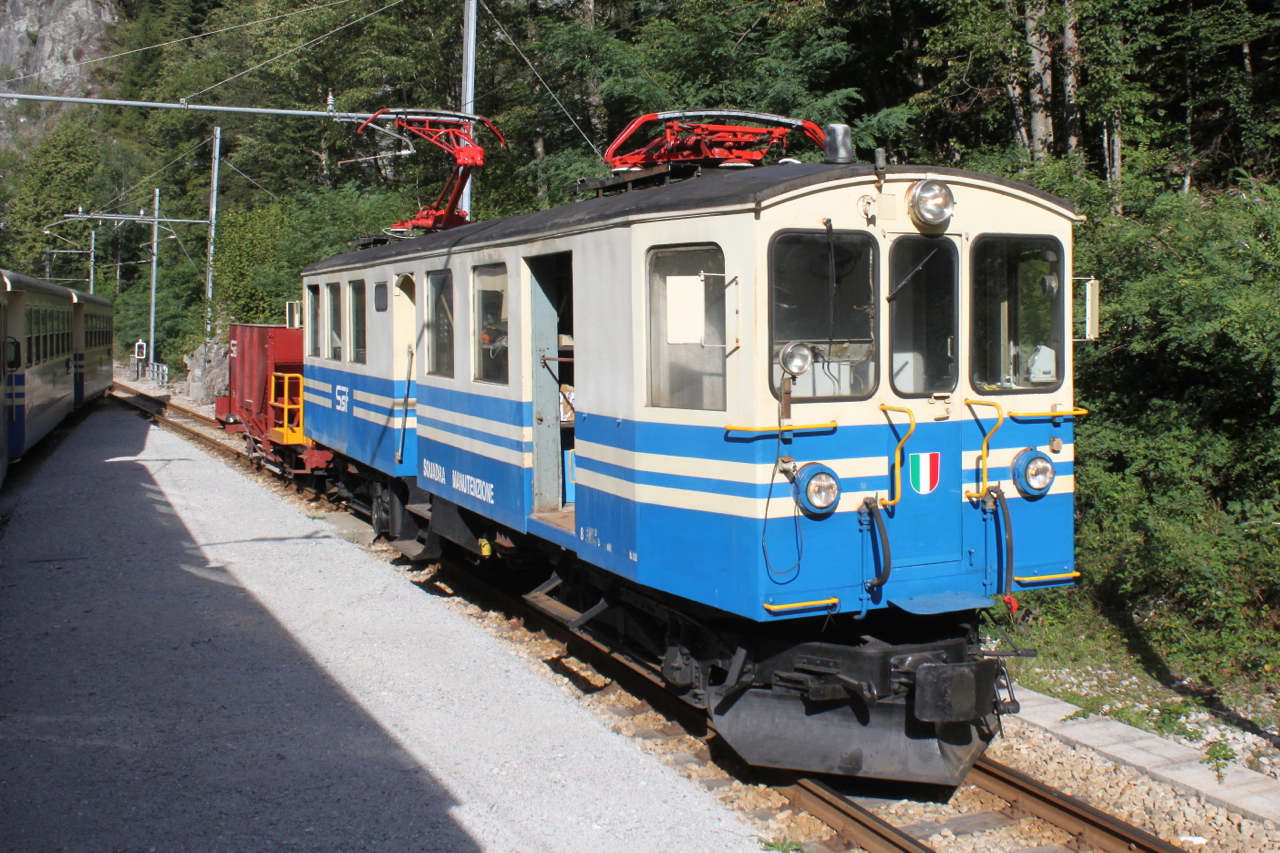
L'ABDe 4/4 18 usata dal 1945 al 1965, dopo la chiusura venne ceduta alla Centovallina, nell'agosto 1967 ebbe una collisione con l'ABe 8/8 22 e venne lasciata come rottame per sei anni, ma nel 1972 venne ricostruita. Da allora è in servizio come mezzo di servizio. È l'unica elettromotrice della Vallemaggia ancora esistente.

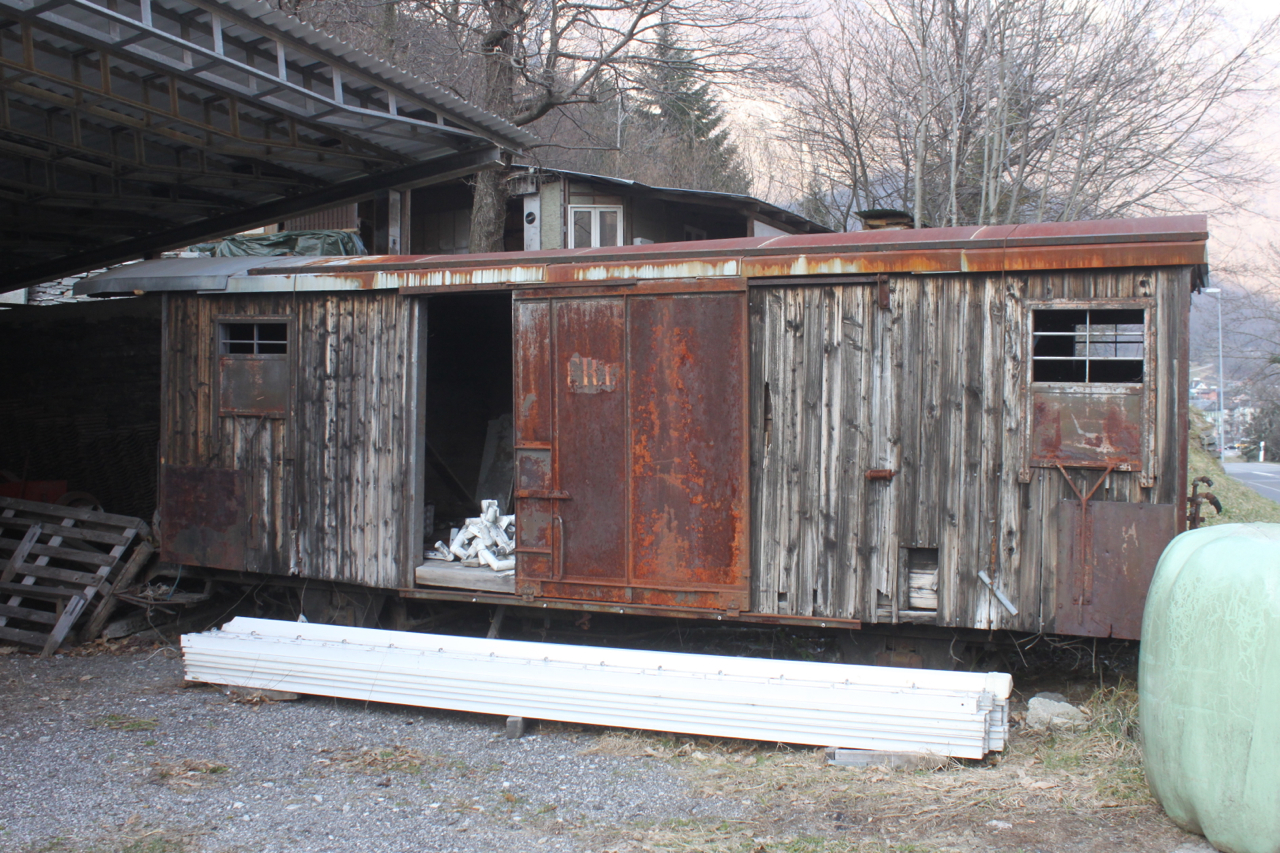
Il vagone K 105 lasciato a Bignasco dopo la chiusura della linea. Venne lasciato lì ma in stato di abbandono.

Il materiale motore originariamente in dotazione alla LPB constava di tre elettromotrici BCFe 4/4 di costruzione MAN e MFO e numerate 1-3. Esse offrivano 12 posti in seconda classe e 32 in terza, oltre a un furgone di 5,4 m quadrati e 3 t di portata; raggiungevano una velocità massima di 45 km/h. L'ABDe 4/4 (come ormai era stata rinominata) venne sottoposta nel corso del 1964 ad interventi di modernizzazione che ne modificarono considerevolmente l'aspetto esterno.
Nel 1911 entrò a far parte della flotta della LPB una locomotiva a due assi per treni merci di costruzione SWS e MFO; era classificata come Ge 2/2 4. La locomotiva andò persa il 31 maggio 1923, allorché a Visletto un camion militare cozzò contro il treno, facendolo deragliare e cadere nel fiume in piena (nel disastro perirono quattro ferrovieri).
Vari veicoli motori prestarono inoltre occasionalmente servizio in Vallemaggia: durante i lavori di conversione del sistema di alimentazione elettrica il servizio venne assicurato dalle locomotive a vapore G 3/4 7 e 8 delle FRT; queste prestarono inoltre man forte a seguito dell'alluvione di Someo del 24 settembre 1924 che danneggiò gravemente la linea di contatto. Nell'agosto 1945, per supplire all'indisponibilità, causa incidenti, di due elettromotrici, la BCFe 4/4 18 della ferrovia delle Centovalli venne dotata di una pertica per permetterle di captare la corrente anche tra Ponte Brolla e Bignasco; la stessa motrice tornò in servizio in Vallemaggia a partire dal 1962 e fino alla chiusura della linea. La stessa operazione venne eseguita attorno al 1952 con la motrice Ce 2/2 1 della tranvia, la quale venne a partire da quel momento impiegata per corse di servizio.
Dal punto di vista del materiale rimorchiato, la LPB acquisì, per l'apertura della linea, due vetture viaggiatori C2 51-52 di costruzione MAN che offrivano 40 posti a sedere di terza classe. Ad esse si aggiunse nel 1912 una vettura mista viaggiatori e postale CZ 71 di costruzione SWS; vi trovavano posto 16 viaggiatori in terza classe, mentre il compartimento postale era dotato di venti strapuntini.
La LPB si dotò inoltre, nel 1907, di quattro carri chiusi tipo K, otto carri aperti a sponde basse tipo M e due coppie di carri articolati tipo N, tutti di costruzione Waggonfabrik Rastatt. Nel 1910 si aggiunsero due carri a sponde basse tipo M di costruzione SWS e di proprietà della Società delle Cave di Pietre di Vallemaggia con sede a Cevio.
Scambi di carri e carrozze potevano facilmente aver luogo in quanto, con le linee connesse alla LPB e con il materiale rotabile su di esse in servizio, il materiale presentava incompatibilità di tipo minore.